# Dafnis
Dafnis (řecky Δάφνις, latinsky Daphnis) je v řecké mytologii synem boha Herma.
Jeho matkou byla nymfa, porodila ho zřejmě na Sicílii a odložila pod vavřínovým keřem (dafné), podle něhož byl pojmenován.
Dafnis je označován za prvního pěvce i autora pastýřských písní. Jeho učiteli byli bůh Pan, který ho naučil na flétnu a dudy, bůh Apollón ho miloval a bohyně Artemis milovala jeho zpěv, při němž spolu lovili zvěř. Nymfy ho k tomu naučily pastevectví a chovu skotu.

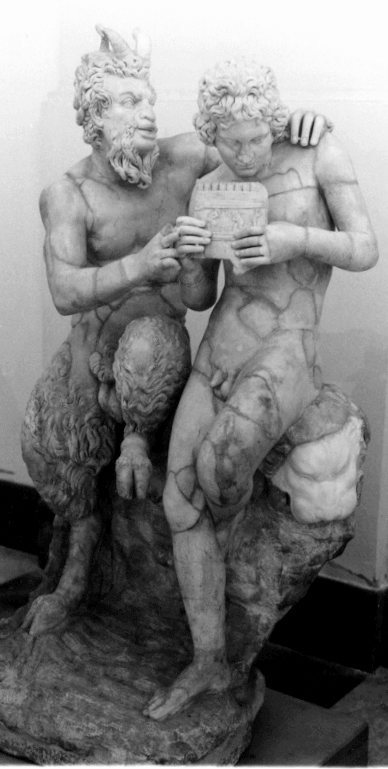
Pan a Dafnis; socha nalezená v Pompejích; asi 100 př. n. l.

Dafnis se zamiloval do nymfy jménem Nomia a ta ho donutila odpřisáhnout, že jí nikdy nebude nevěrný. V případě, že by přísahu porušil, měl být oslepen. Když Dafnis v opilosti podlehl svodům princezny Chloris, byl skutečně oslepen a bloudil venkovem, skládal a zpíval své smutné písně. Zemřel po nešťastném pádu do jakési strže a traduje se, že jej jeho otec Hermés proměnil v kámen.
Dafnis se stal pravzorem pastýřského hudebníka a pěvce a přeneseně se jeho jméno dostalo do literatury i jiných uměleckých děl. Nejznámější je románové dílo autora Longa Dafnis a Chloé, které pochází z 2. až 3. stol. n. l. Je to romantický příběh odloženého syna bohatých rodičů, kterého našli a vychovali pastýři. Podobný osud měla dívka Chloé, oba mladí lidé se zamilovali, hledali své rodiče, překonali mnohé nástrahy osudu a nakonec se šťastně vzali. Tento pozdně antický námět byl znovu vzkříšen době renesance a rokoka, byl mnohokrát znovu zpracován v dramatech, v hudbě i výtvarném umění.

## Odraz v umění
Nejznámější zpracování tématu Dafnis a Chloé je Ravelova choreografická symfonie, podobně jako Offenbachova opereta. Slavný básník Johann Wolfgang Goethe označil Longovo dílo jako "poslední květ staré řecké literatury".